# 狭山 (大阪狭山市)
狭山（さやま）は、大阪府大阪狭山市にある地名。2025年現在の行政地名は狭山一丁目から狭山五丁目。

## 地理
大阪狭山市の中央部に位置する。北は池尻中・東池尻、西は大字岩室、南は半田、南東は金剛、東は富田林市加太に接する。
- 河川
東除川

- 池
新池

## 歴史

### 沿革
- 1987年（昭和62年）、大阪府南河内郡狭山町が市制施行。狭山町大字池尻などの一部より、大阪狭山市狭山1 - 5丁目成立[5]。

## 世帯数と人口
2025年（令和7年）6月30日現在の世帯数と人口は以下の通りである。
| 丁目       | 世帯数    | 人口    |
| ---------- | --------- | ------- |
| 狭山一丁目 | 439世帯   | 827人   |
| 狭山二丁目 | 874世帯   | 2,042人 |
| 狭山三丁目 | 234世帯   | 529人   |
| 狭山四丁目 | 183世帯   | 436人   |
| 狭山五丁目 | 665世帯   | 1,285人 |
| 計         | 2,395世帯 | 5,119人 |

### 人口の変遷
国勢調査による人口の推移。
| 1995年（平成7年）  | 3,650人 | [ 6 ]  |  |
| 2000年（平成12年） | 3,622人 | [ 7 ]  |  |
| 2005年（平成17年） | 4,950人 | [ 8 ]  |  |
| 2010年（平成22年） | 5,071人 | [ 9 ]  |  |
| 2015年（平成27年） | 5,142人 | [ 10 ] |  |
| 2020年（令和2年）  | 5,110人 | [ 11 ] |  |

### 世帯数の変遷
国勢調査による世帯数の推移。
| 1995年（平成7年）  | 1,354世帯 | [ 6 ]  |  |
| 2000年（平成12年） | 1,435世帯 | [ 7 ]  |  |
| 2005年（平成17年） | 2,000世帯 | [ 8 ]  |  |
| 2010年（平成22年） | 2,064世帯 | [ 9 ]  |  |
| 2015年（平成27年） | 2,146世帯 | [ 10 ] |  |
| 2020年（令和2年）  | 2,213世帯 | [ 11 ] |  |

## 学区
市立小・中学校に通う場合、学区は以下の通りとなる。
| 丁目       | 番/番地等 | 小学校               | 中学校                 |
| ---------- | --------- | -------------------- | ---------------------- |
| 狭山一丁目 | 全域      | 大阪狭山市立東小学校 | 大阪狭山市立狭山中学校 |
| 狭山二丁目 | 全域      | 大阪狭山市立東小学校 | 大阪狭山市立狭山中学校 |
| 狭山三丁目 | 全域      | 大阪狭山市立東小学校 | 大阪狭山市立狭山中学校 |
| 狭山四丁目 | 全域      | 大阪狭山市立東小学校 | 大阪狭山市立狭山中学校 |
| 狭山五丁目 | 全域      | 大阪狭山市立東小学校 | 大阪狭山市立狭山中学校 |

## 事業所
2021年（令和3年）現在の経済センサス調査による事業所数と従業員数は以下の通りである。
| 丁目       | 事業所数  | 従業員数 |
| ---------- | --------- | -------- |
| 狭山一丁目 | 54事業所  | 754人    |
| 狭山二丁目 | 44事業所  | 256人    |
| 狭山三丁目 | 10事業所  | 101人    |
| 狭山四丁目 | 13事業所  | 183人    |
| 狭山五丁目 | 32事業所  | 166人    |
| 計         | 153事業所 | 1,460人  |

## 交通

### 鉄道
- 南海高野線 - 大阪狭山市駅

### バス
2025年6月現在
- 大阪狭山市循環バス[14]
東小学校前、市役所、さやかホール、JA狭山東支店前

### 道路
- 大阪府道198号河内長野美原線

## 施設
- 大阪狭山市役所
- 堺市消防局 大阪狭山消防署
- 黒山警察署 半田交番
- 狭山半田郵便局
- 大阪狭山市文化会館（SAYAKAホール）
- 新狭山変電所
- 大阪狭山市立狭山中学校
- 大阪狭山市立東小学校
- 大阪狭山市立東幼稚園
- 紀陽銀行 狭山コミュニティプラザ
- りそな銀行 大阪狭山出張所
- JA大阪南 狭山東支店
- サンプラザ狭山店
- 報恩寺
- 狭山池水天宮
- さやか公園

## 郵便
- 郵便番号：589-0005[3]（集配局：大阪狭山郵便局[15]）。

## ギャラリー

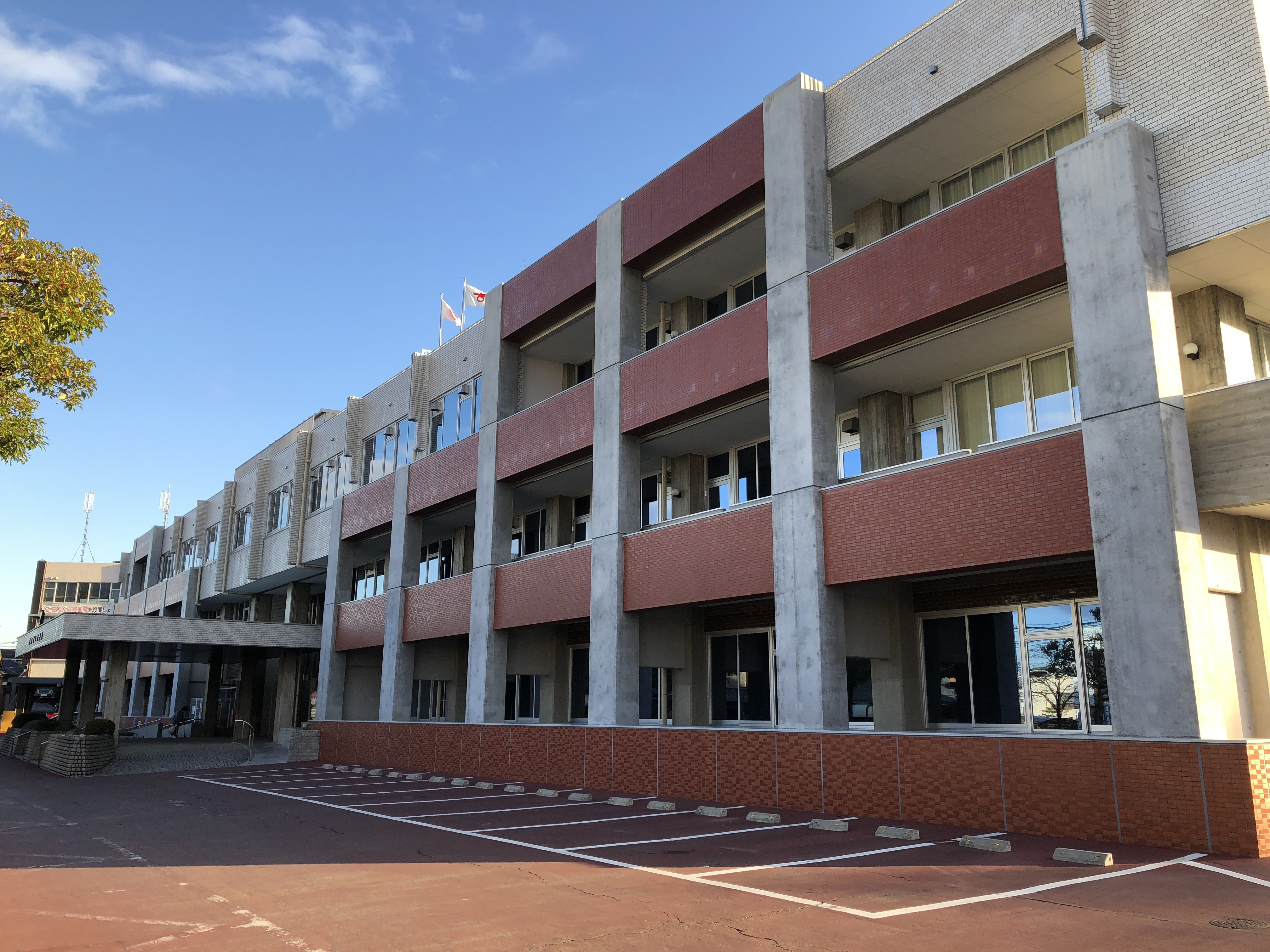
大阪狭山市役所
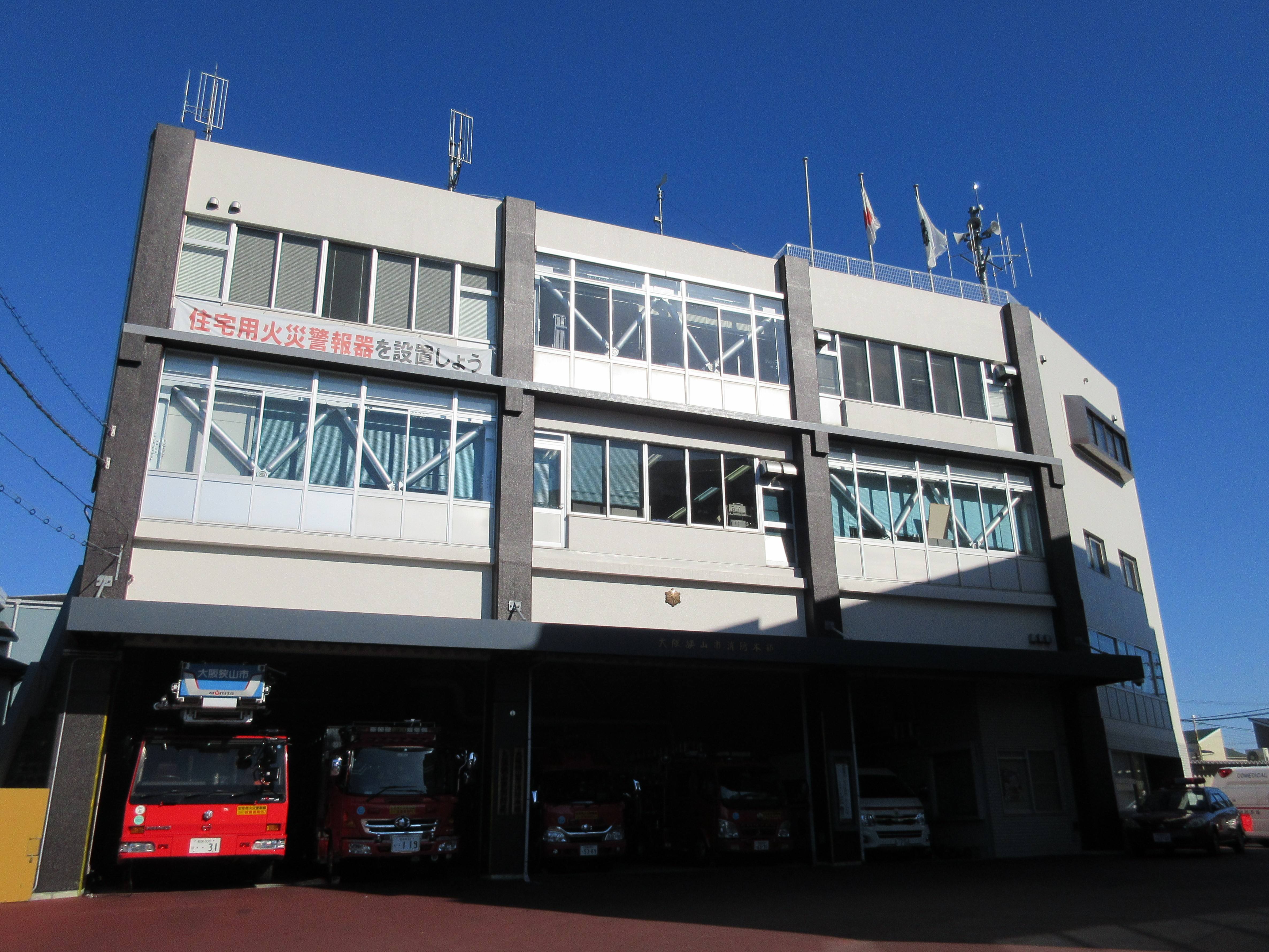
大阪狭山消防署
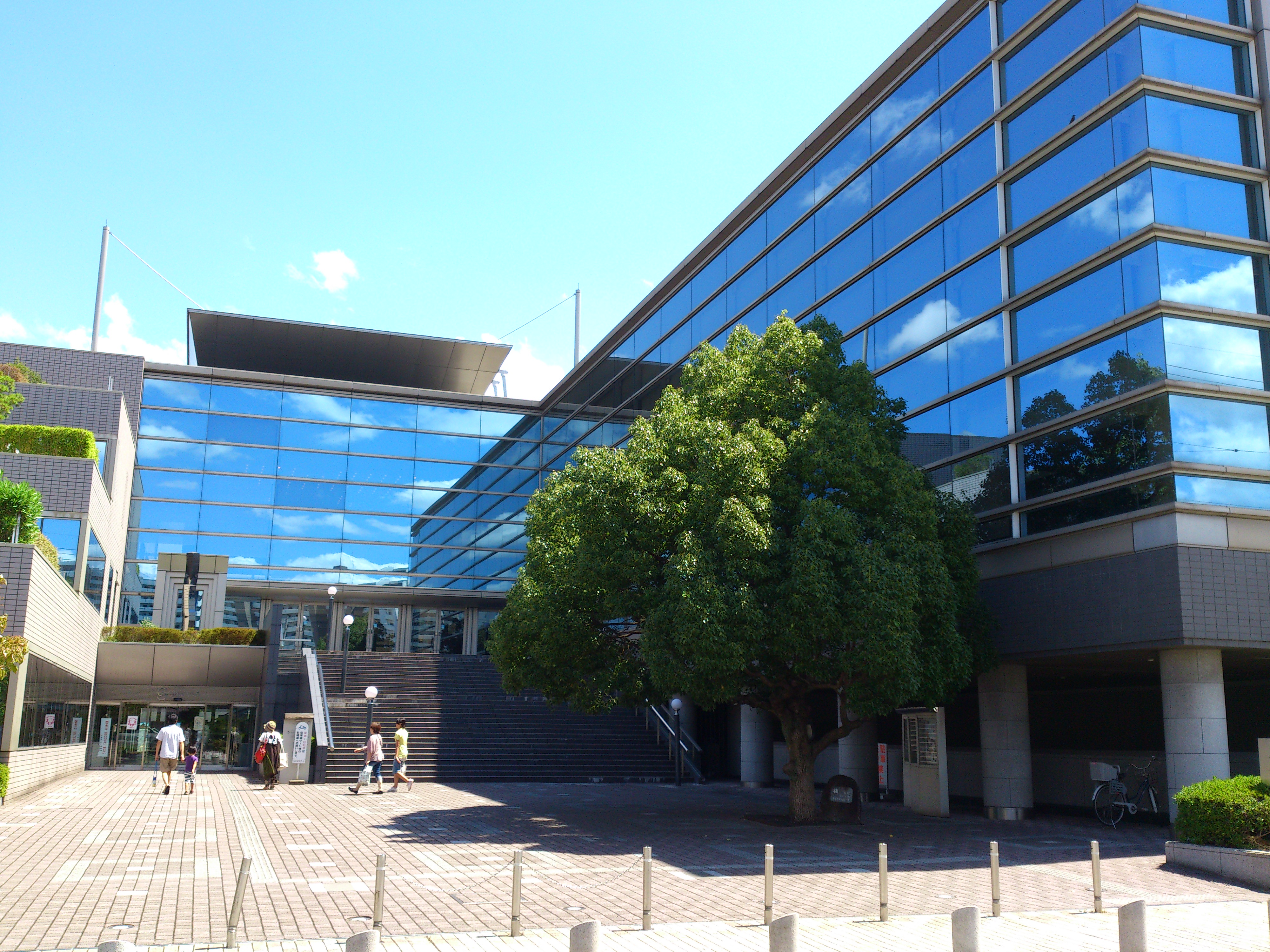
大阪狭山市文化会館
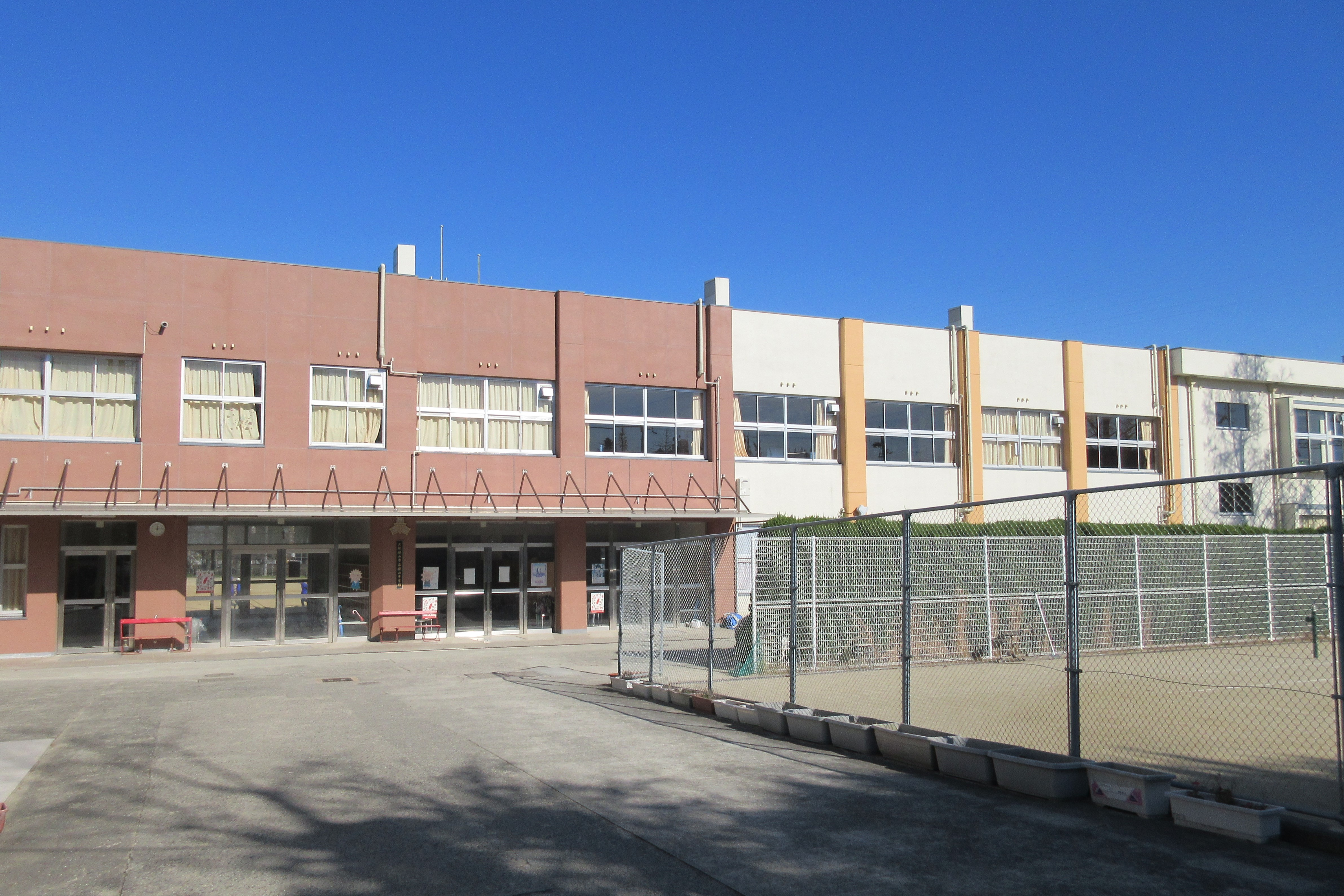
大阪狭山市立狭山中学校
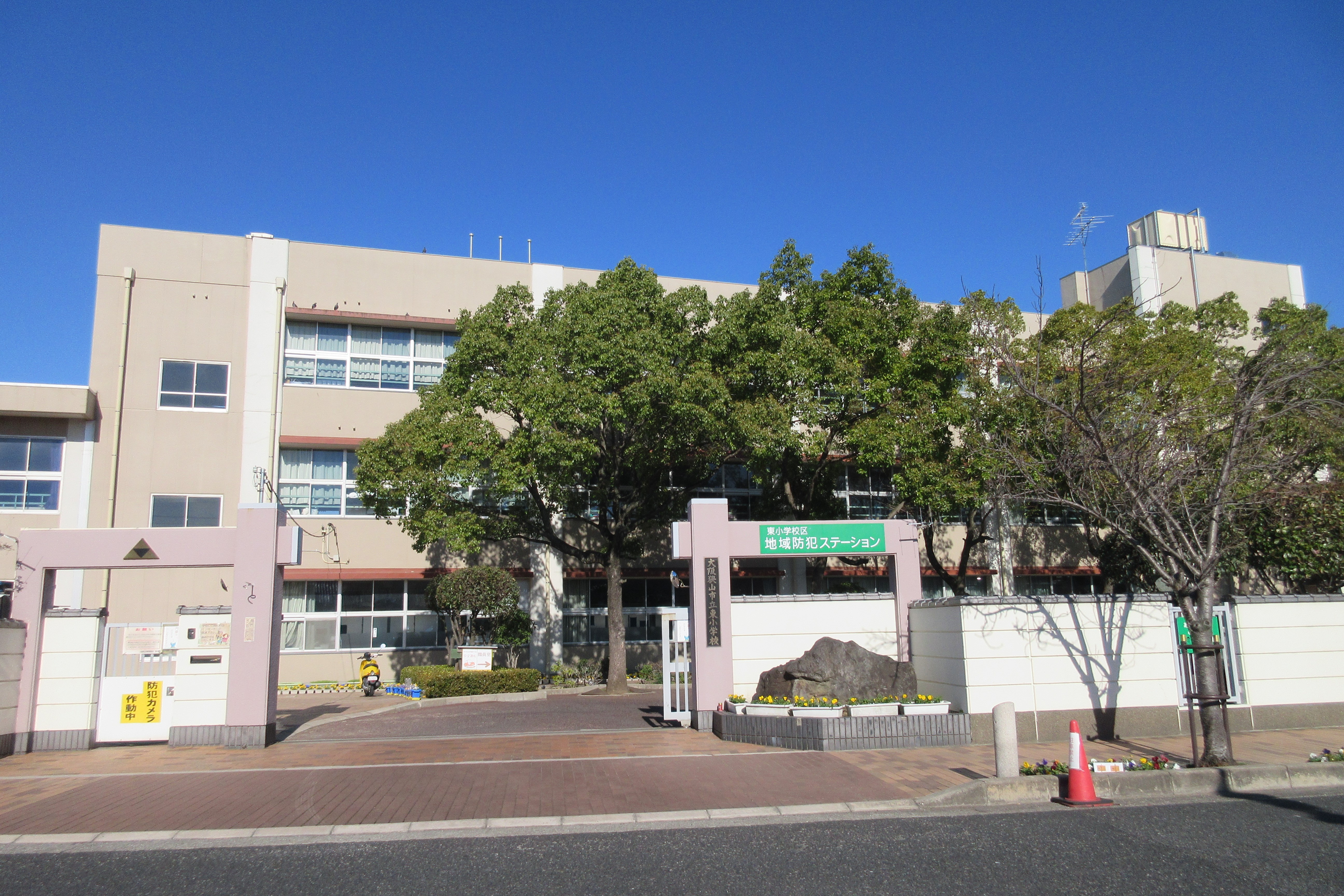
大阪狭山市立東小学校
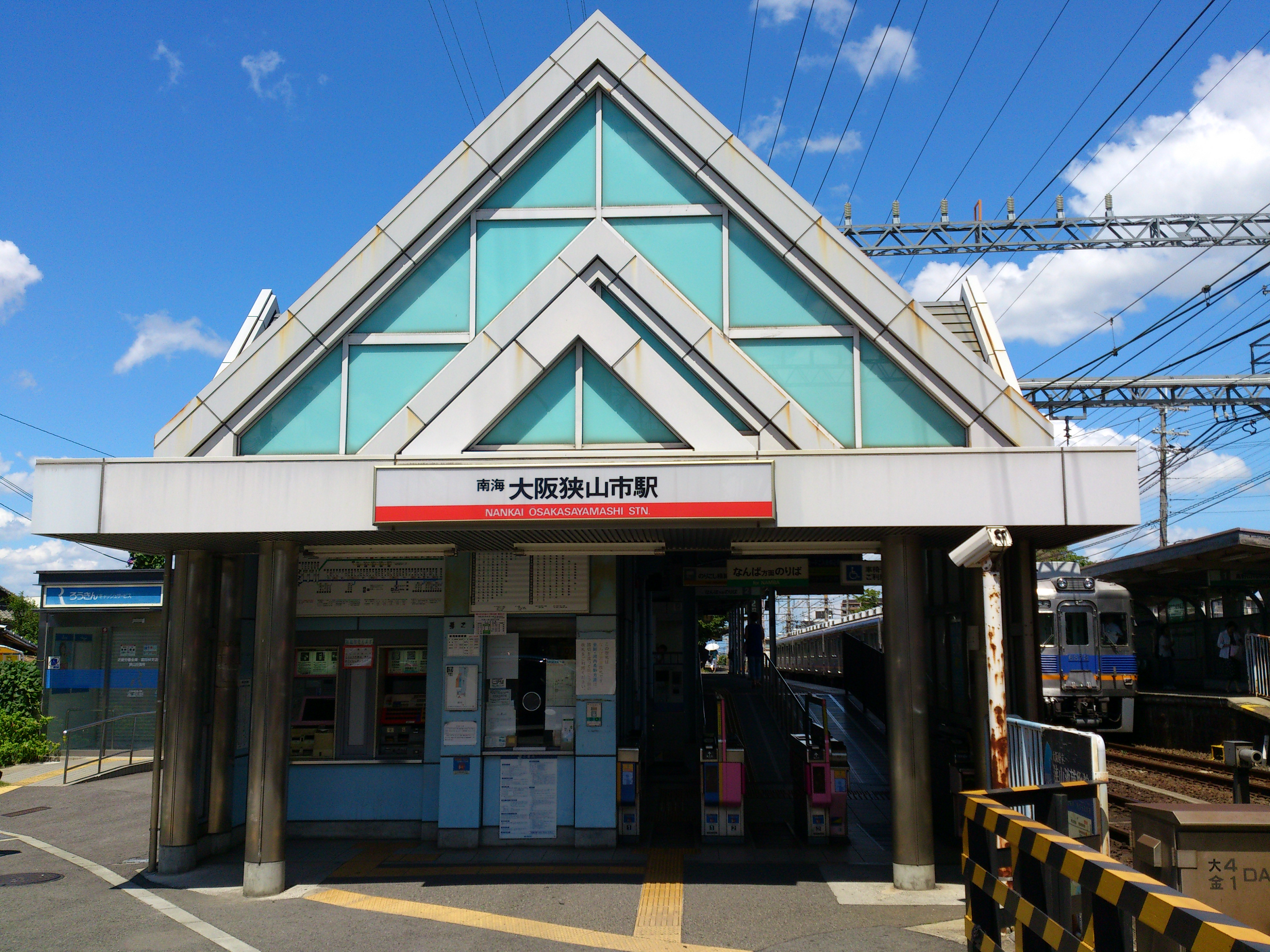
大阪狭山市駅
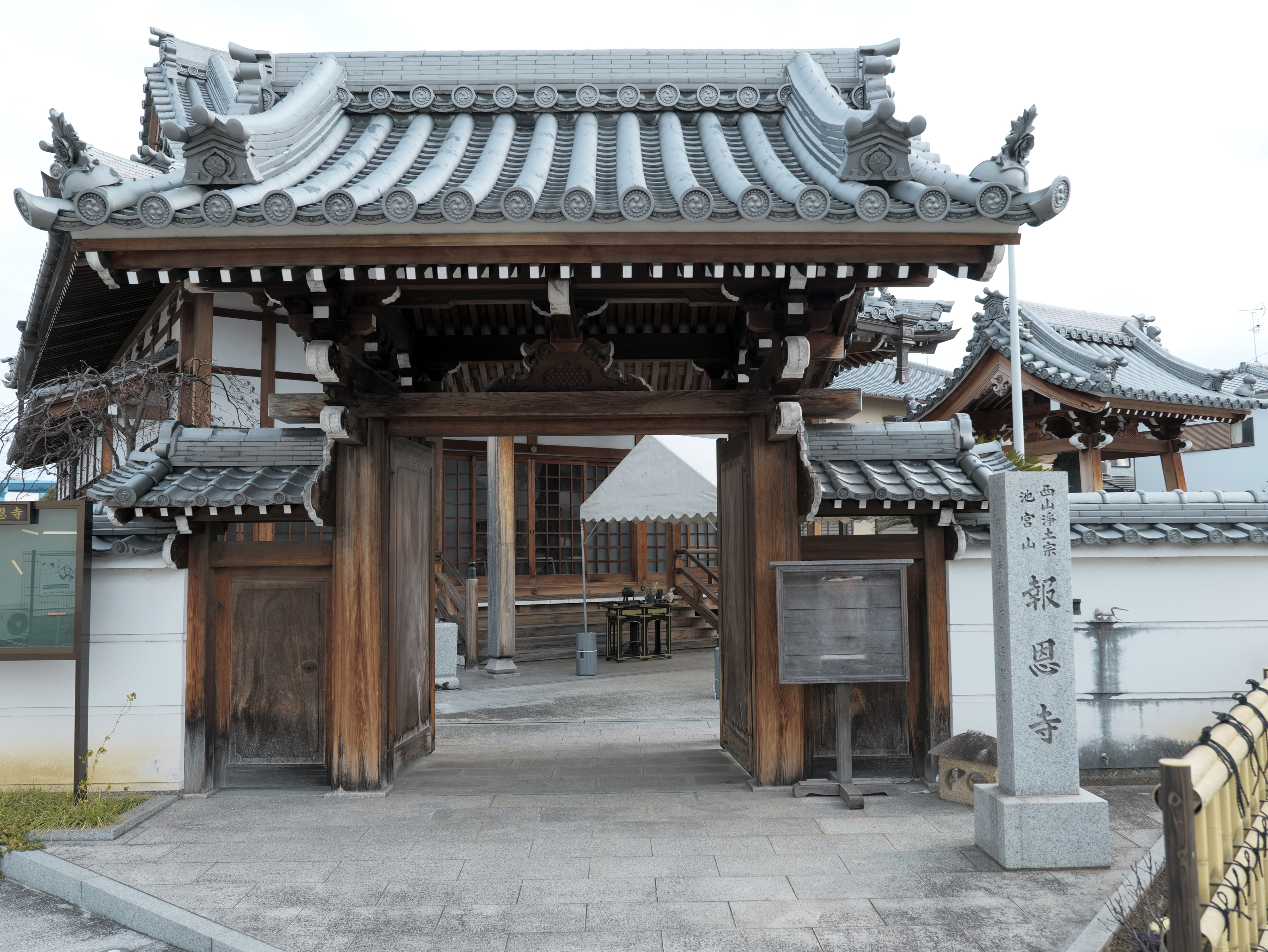
報恩寺